# Steve Malcouzane
Steve Hansley Malcouzane (* 21. Juni 1982 in Victoria) ist ein Badmintonspieler von den Seychellen. 

## Karriere
Steve Malcouzane gewann bei den Afrikaspielen 2003 Bronze mit dem Team der Seychellen. In den Einzeldisziplinen erkämpfte er sich weiteres Edelmetall bei den Afrikameisterschaften 2006, 2007 und 2009.

## Sportliche Erfolge
| Saison | Veranstaltung       | Disziplin    | Platz | Name |
| ------ | ------------------- | ------------ | ----- | --- |
| 2003   | Afrikaspiele        | Mannschaft   | 3     | Seychellen (Cynthia Course, Juliette Ah-Wan, Catherina Paulin, Nicholas Jumaye, Steve Malcouzane, Georgie Cupidon)                  |
| 2006   | Afrikameisterschaft | Herrendoppel | 3     | Georgie Cupidon / Steve Malcouzane                                                                                                  |
| 2007   | Afrikameisterschaft | Herrendoppel | 2     | Georgie Cupidon / Steve Malcouzane                                                                                                  |
| 2007   | Afrikameisterschaft | Mannschaft   | 1     | Seychellen (Juliette Ah-Wan, Georgie Cupidon, Cynthia Course, Catherina Paulin, Shirley Etienne, Nicholas Jumaye, Steve Malcouzane) |
| 2008   | Kenya International | Herrendoppel | 1     | Georgie Cupidon / Steve Malcouzane                                                                                                  |
| 2009   | Afrikameisterschaft | Herrendoppel | 3     | Georgie Cupidon / Steve Malcouzane                                                                                                  |
| 2009   | Afrikameisterschaft | Herreneinzel | 3     | Steve Malcouzane |